# Dronabinol
El dronabinol (INN), també conegut amb els noms comercials Marinol i Syndros, és un nom genèric per a la molècula de delta-9-tetrahidrocannabinol en el context farmacèutic. Té indicacions com a estimulant de la gana, antiemètic i calmant de l'apnea del son i està aprovat per la FDA com a segur i eficaç només per l'anorèxia induïda per VIH/sida i nàusees i vòmits induïts per la quimioteràpia.
El dronabinol és la forma enantiòmer constituent principal del psicoactiu, (−)-trans-Δ9-tetrahidrocannabinol, que es troba a cànnabis. El dronabinol no inclou cap altre tetrahidrocannabinol (THC) isòmers ni cap cannabidiol.